# Чемпіонат світу з біатлону 2011 — естафета 4 x 6 км, жінки
Жіноча естафетна гонка 4 x 6 км чемпіонату світу 2011 відбулася 13 березня 2011 у Ханти-Мансійську о 13:00 за місцевим часом. 
Збірна України передала естафету Оксані Хвостенко на останньому етапі майже з хвилинною перевагою над Маґдаленою Нойнер, яка бігла останній етап за Німеччину. Оксана влучно відстрілялася на обох стрільбах, однак цього не вистачило для перемоги, оскільки Нойнер теж стріляла майже настільки ж влучно, але мала набагато вищу швидкість. Першою фінішувала збірна Німеччини, другою збірна України, третє місце зайняла збірна Франції.

## Результати
| Місце | Стартовий номер | Команда                                                                         | Час                                       | Штрафи (Л+С)                             | Відставання |
| ----- | --------------- | ------------------------------------------------------------------------------- | ----------------------------------------- | ---------------------------------------- | ----------- |
| 1     | 2               | Німеччина Андреа Генкель Міріам Гесснер Тіна Бахманн Маґдалена Нойнер           | 1:13:31.1 18:40.8 19:02.4 18:59.6 16:48.3 | 0+7 2+6 0+2 0+1 0+2 2+3 0+2 0+2 0+1 0+0  |             |
| 2     | 4               | Україна Валя Семеренко Віта Семеренко Олена Підгрушна Оксана Хвостенко          | 1:13:55.6 18:40.1 18:30.8 18:24.4 18:20.3 | 0+0 0+4 0+0 0+1 0+0 0+2 0+0 0+1 0+0 0+0  | +24.5       |
| 3     | 6               | Франція Анаїс Бескон Марі Лор Брюне Софі Буаї Марі Дорен                        | 1:14:18.3 19:17.7 17:56.1 19:21.8 17:42.7 | 0+6 0+3 0+2 0+1 0+0 0+0 0+3 0+2 0+1 0+0  | +47.2       |
| 4     | 5               | Білорусь Надія Скардіно Дарія Домрачова Надія Писарєва Людмила Калінчік         | 1:15:18.5 19:08.5 17:44.0 18:49.2 19:36.8 | 0+2 1+4 0+0 0+1 0+1 0+0 0+0 0+0 0+1 1+3  | +1:47.4     |
| 5     | 8               | Італія Мікела Понца Карін Обергофер Катя Галлер Доротея Вірер                   | 1:16:13.8 18:37.5 19:11.6 19:59.0 18:25.7 | 0+0 1+7 0+0 0+0 0+0 0+3 0+0 1+3 0+0 0+1  | +2:42.7     |
| 6     | 7               | Норвегія Сіннове Солемдаль Анн Крістін Флатланд Фанні Горн Тура Бергер          | 1:16:24.2 19:25.5 19:10.3 20:07.2 17:41.2 | 0+4 2+10 0+2 0+2 0+0 1+3 0+2 1+3 0+0 0+2 | +2:53.1     |
| 7     | 1               | Швеція Єнні Юнссон Анна Карін Зідек Анна Марія Нільссон Гелена Екгольм          | 1:16:35.1 19:57.3 18:30.2 19:54.0 18:13.6 | 0+2 0+7 0+0 0+1 0+2 0+2 0+0 0+3          | +3:04.0     |
| 8     | 11              | Словаччина Анастасія Кузьміна Яна Герекова Мартіна Храпанова Мартіна Галінарова | 1:17:43.8 19:07.4 18:42.2 19:20.7 20:33.5 | 0+1 1+11 0+0 0+3 0+1 0+3 0+0 0+2 0+0 1+3 | +4:12.7     |
| 9     | 3               | Росія Катерина Юрлова Ганна Богалій-Титовець Світлана Слєпцова Ольга Зайцева    | 1:18:04.3 20:35.1 20:04.4 19:39.4 17:45.4 | 3+5 3+7 0+0 3+3 3+3 0+0 0+1 0+3 0+1 0+1  | +4:33.2     |
| 10    | 9               | Польща Пауліна Бобак Магдалена Гвіздон Моніка Гойніш Агнєшка Циль               | 1:18:26.6 20:11.0 19:33.9 19:56.5 18:45.2 | 0+4 0+5 0+1 0+0 0+2 0+1 0+1 0+2 0+0 0+2  | +4:55.5     |
| 11    | 16              | Фінляндія Марі Лаукканен Сар'янна Репо Лаура Тойванен Кайса Мякяряйнен          | 1:18:55.7 19:57.6 20:15.9 20:46.6 17:55.6 | 1+5 0+7 1+3 0+1 0+0 0+3 0+2 0+3 0+0 0+0  | +5:24.6     |
| 12    | 12              | Чехія Вероніка Віткова Габріела Соукалова Барбора Томесова Зденка Вейнарова     | 1:19:13.8 18:52.3 20:06.4 20:03.5 20:11.6 | 0+5 4+9 0+2 0+0 0+2 2+3 0+0 1+3 0+1 1+3  | +5:42.7     |
| 13    | 13              | Болгарія Емілія Йорданова Ніна Кленовська Нія Дімітрова Десислава Стоянова      | 1:19:41.6 20:02.3 19:01.4 20:31.2 20:06.7 | 0+2 2+8 0+2 0+0 0+0 0+2 0+0 2+3 0+0 0+3  | +6:10.5     |
| 14    | 19              | США Сара Студебейкер Лора Спектор Анналі Кук Гейлі Джонсон                      | 1:19:55.7 19:23.1 19:41.9 21:24.0 19:26.7 | 1+7 2+9 0+1 0+1 0+0 0+2 1+3 1+3 0+3 1+3  | +6:24.6     |
| 15    | 10              | Казахстан Марина Лебедєва Ольга Полтораніна Інна Можевітіна Олена Хрустальова   | 1:20:30.8 19:38.0 19:42.7 19:35.7 21:34.4 | 2+7 0+6 0+0 0+2 0+3 0+1 0+1 0+1 2+3 0+2  | +6:59.7     |
| 16    | 17              | Естонія Кадрі Легтла Дарія Юрлова Крістель Вігіпу Сірлі Ганні                   | LAP 20:38.6 20:59.3 19:50.1               | 0+7 3+7 0+2 2+3 0+2 1+3 0+2 0+0 0+1 0+1  | LAP         |
| 17    | 14              | КНР Тан Цзялінь Ван Чуньлі Сюй Інхуей Ван Юе                                    | LAP 19:54.1 18:46.8 20:12.5               | 3+5 3+8 0+1 1+3 0+0 0+0 0+1 0+2 3+3 2+3  | LAP         |
| 18    | 15              | Японія Судзукі Фуюко Овада Іцука Абе Нацуко Адзеґамі Наоко                      | LAP 20:36.9 20:54.8 20:48.1               | 2+8 1+8 0+1 0+2 2+3 0+1 0+2 1+3 0+2 0+2  | LAP         |
| 19    | 18              | Південна Корея Мун Джіхі Чху Гьонмі Кім Сора Чо Інхі                            | LAP 20:36.7 20:40.2 21:22.0               | 0+7 0+4 0+2 0+1 0+1 0+0 0+3 0+1 0+1 0+2  | LAP         |
| 20    | 20              | Велика Британія Аманда Лайтфут Адель Вокер Неріс Джонс Фей Поттон               | LAP 22:22.2 20:04.6 22:53.2               | 0+5 5+10 0+1 2+3 0+1 0+2 0+2 3+3 0+1 0+2 | LAP         |

## Виноски
1. ↑  Start list (PDF). Архів оригіналу (PDF) за 22 березня 2011. Процитовано 13 березня 2011.